# Mercedes-Benz OH 1521
El Mercedes-Benz OH 1521 es un chasis orientado para el servicio del transporte urbano de pasajeros. Ampliamente extendido en la Ciudad Autónoma de Buenos Aires y La Plata, que ya exigía modelos de piso bajo, motor trasero y accesibilidad, por obligatoriedad y sentido común. Carrozado por los establecimientos EiVar, Ugarte con su modelo "Europeo", La Favorita, Galicia y Ottaviano.

## Ficha técnica

### Motor
- Ciclo: diesel cuatro tiempos
- Cilindros: 6
- Diámetro x carrera (mm): 97,5 x 133
- Potencia: 210 HP
- Orden de encendido: 1-5-3-6-2-4
- Relación de compresión: 18:1
- Sentido de rotación (vista de frente): Horario
- Sistema de combustible: inyección directa
- Combustible: gas oil
- Refrigeración: agua

### Transmisión
- Tracción: 4x2 trasera
- Embrague: monodisco en seco con accionamiento
- Capacidad Combustible (litros): 210
- Capacidad del sistema, inclusive filtros (litros): 17

### Dimensiones
- Ancho (mm): 2496
- Alto (mm): 3200
- Distancia entre Ejes (mm): 5200
- Trocha Delantera (mm): 2120
- Frenos (Delanteros / Traseros): Tambor. Circuito neumático.
- Sistema eléctrico: 24V. Batería: 2 x 12V.

## Carroceras de buses en Argentina
- Marcopolo Viale (1999-2002)
- Eivar (1999-2001)
- La Favorita (2000-2004)
- Ugarte Europeo (2000-2004)
- Metalpar Tango (2000-2003)
- Ottaviano Amo I (2000-2001)
- Galicia (2000)
- Alasa (2000)